# Homonnai Drugeth III. György
Homonnai Drugeth (III.) György (1583? – Lengyelország, 1620. június 21.) országbíró, Zemplén vármegye főispánja, erdélyi trónkövetelő, Drugeth Bálint unokaöccse, az ungvári és a homonnai uradalom birtokosa.

## Élete
Fiatalon Bocskai  híveként a vallásszabadság védelmezője volt, mígnem 1610-ben Pázmány Péter katolikus hitre térítette. Korábbi hitelveit megtagadta és az ellenreformáció aktív harcosául szegődött. Ezután nemcsak Zemplén vármegye főispánja lett, de fontos országos tisztségekhez is jutott. Volt például királyi főkamarás, országbíró. Ettől kezdve a Habsburgok jelöltje az erdélyi fejedelemségre. 
1611 júliusában csatlakozott Forgách Zsigmond nádor Báthory Gábor erdélyi fejedelem ellen, a bécsi béke lerontására vezetett sikertelen (szeptemberre összeomlott) hadjáratához. 1613-ban meghívta Krupeckyj Athanáz przemyśli görög katolikus püspököt, hogy uradalmában az egyházi unió megvalósításán fáradozzék. A püspök a krasznibródi bazilita kolostorban kezdte meg a munkát. Elsősorban a papokkal foglalkozott, mert azt hitte, hogy őket a nép is követi az egység útján. Állítólag 50 pap csatlakozott az unióhoz. Az uniós kísérlet majdnem tragikusan végződött, mivel 1614 pünkösdjén a krasznibródi kolostor templomában összegyűlt tömeg nyilakkal támadt a püspökre, akinek életét csak Drugeth fegyveres beavatkozása mentette meg. 1616-ban császári támogatással sikertelen fegyveres kísérletet tett a fejedelemség megszerzésére.
1619-ben alapvetően kozákokból szervezett csapataival betört Magyarországra, túlerőben lévő seregével Homonna körül megverte Rákóczi György felső-magyarországi főkapitány csapatait. Bethlen Gábor emiatt kénytelen volt felhagyni Bécs ostromának előkészületeivel és visszafordult. Miután tönkreverte a támadókat, Drugeth Lengyelországba menekült, ahol elhunyt. Nagyszombatban temették el. 
Feleségétől, Nádasdy Katalintól két lánya és egy fia született: Mária (rimaszéchi Széchy György felesége), Erzse (Révay László felesége) és X. János (1609-1645) országbíró.
Alakját Alapy Gyula is megidézte Magyar dicsőség című elbeszélésgyűjteményében.